# Poeci wyklęci

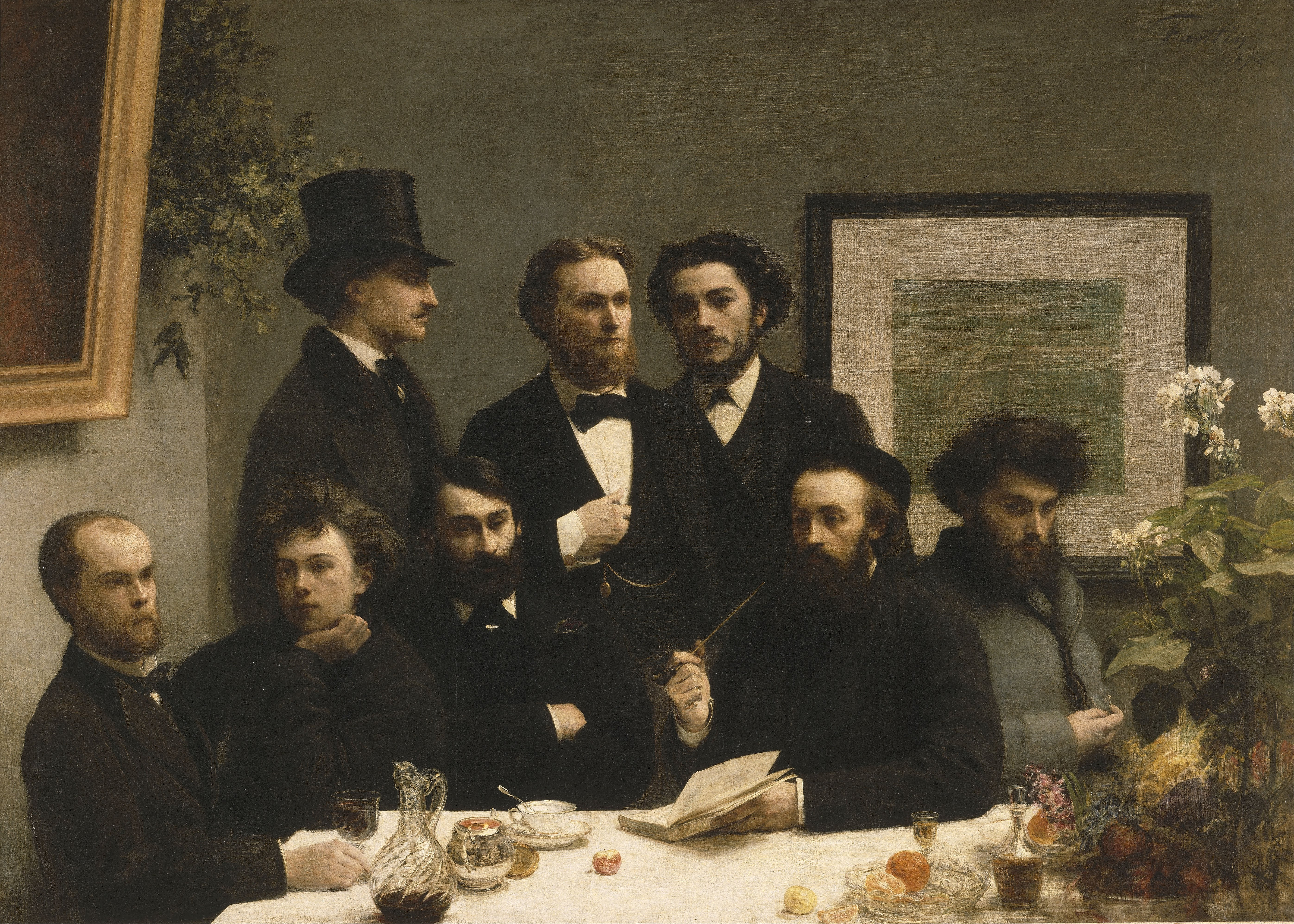
Henri Fantin-Latour, Róg stołu, 1872

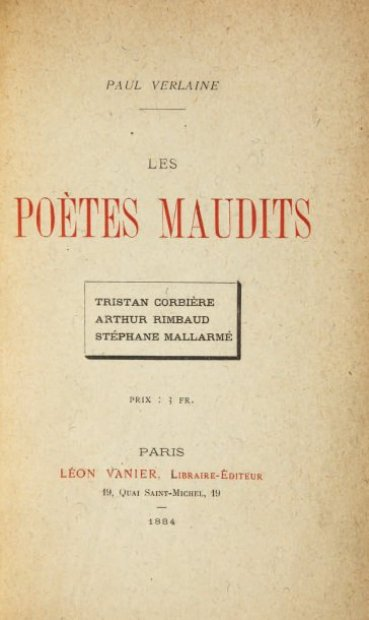
Paul Verlaine, Les Poètes maudits, 1884 (tom 1.)

Poeci przeklęci (fr. poètes maudits) – grupa poetów, którzy byli negatywnymi bohaterami licznych skandali obyczajowych. Ich twórczość była często nieakceptowana za ich życia, natomiast po śmierci stawała się przedmiotem kultu.
Poeta przeklęty, to poeta zbuntowany przeciw społeczeństwu, outsider przekraczający normy obyczajowe. Typowe elementy biografii poety przeklętego to nadużywanie bądź uzależnienie od alkoholu lub narkotyków, obłęd, popadanie w konflikty z prawem, wczesna, często samobójcza śmierć. Za pierwowzór poety przeklętego uznaje się francuskiego średniowiecznego poetę François Villona, który prowadził awanturniczy tryb życia. Chociaż Villon uzyskał wykształcenie na Sorbonie, wybrał życie przestępcy.
W literaturze po raz pierwszy termin ten pojawił się w sztuce Alfreda de Vigny’ego Stello (1832). Rozpowszechniony został przez Paula Verlaine’a, który użył go w swoim zbiorze esejów Les Poètes maudits (1884, 1888) do określenia sześciu współczesnych mu poetów (w tym siebie). Poètes maudits według Verlaine’a to: Tristan Corbière, Arthur Rimbaud, Stéphane Mallarmé, Marceline Desbordes-Valmore, Villiers de l’Isle-Adam i Pauvre Lelian (anagram imienia i nazwiska Paula Verlaine’a).
We Francji do poetów przeklętych zalicza się tradycyjnie: Charles’a Baudelaire’a, Arthura Rimbauda, Paula Verlaine’a, czasem również Stéphane’a Mallarmégo, Comte de Lautréamonta i Maxa Jacoba. W literaturze amerykańskiej są to: Edgar Allan Poe i Jim Morrison; w literaturze angielskiej – William Blake i John Keats; w literaturze rosyjskiej – Aleksandr Błok, a w literaturze polskiej: Andrzej Bursa, Edward Stachura, Ludwik Stanisław Liciński, Kazimierz Ratoń, Jan Rybowicz, Christian Belwit, Ireneusz Iredyński, Ryszard Milczewski-Bruno, Walek Dzedzej, Stanisław Grochowiak, Rafał Wojaczek, Stanisław Czycz, Marian Ośniałowski, Włodzimierz Szymanowicz, Józef Gielo i Andrzej Babiński. Do tego grona zalicza się również Olę Hanssona, szwedzkiego pisarza i eseistę.
Życie poety wyklętego prowadził również amerykański pisarz i poeta Charles Bukowski.